# Кайлі
Кайлі (кит. спр. 凯里市, піньїнь: Kăilĭ Shì) — місто-повіт в китайській провінції Гуйчжоу, адміністративний центр Цяньдуннань-Мяо-Дунської автономної префектури.

## Географія
Кайлі лежить на заході префектури на висоті понад 700 метрів над рівнем моря.

### Клімат
Місто знаходиться у зоні, котра характеризується вологим субтропічним кліматом. Найтепліший місяць — липень із середньою температурою 25.6 °C. Найхолодніший місяць — січень, із середньою температурою 4.8 °С.
| Клімат Кайлі            | Клімат Кайлі | Клімат Кайлі | Клімат Кайлі | Клімат Кайлі | Клімат Кайлі | Клімат Кайлі | Клімат Кайлі | Клімат Кайлі | Клімат Кайлі | Клімат Кайлі | Клімат Кайлі | Клімат Кайлі | Клімат Кайлі |
| Показник                | Січ.         | Лют.         | Бер.         | Квіт.        | Трав.        | Черв.        | Лип.         | Серп.        | Вер.         | Жовт.        | Лист.        | Груд.        | Рік          |
| Середній максимум, °C   | 8,4          | 10,8         | 15,5         | 21,5         | 25,5         | 28           | 30,4         | 30,5         | 27,3         | 21,4         | 16,8         | 11,4         | 20,6         |
| Середня температура, °C | 4,8          | 6,8          | 10,8         | 16,4         | 20,5         | 23,5         | 25,6         | 25           | 21,8         | 16,8         | 12,1         | 7,1          | 15,9         |
| Середній мінімум, °C    | 2,4          | 4,3          | 7,8          | 13           | 16,9         | 20,2         | 22,3         | 21,3         | 18,1         | 13,8         | 9            | 4,2          | 12,8         |
| Норма опадів, мм        | 35.2         | 37.3         | 60.6         | 110.4        | 176.2        | 209.1        | 184.7        | 121.5        | 79.3         | 85.8         | 51.8         | 27.1         | 1179         |
| Вологість повітря, %    | 80           | 79           | 78           | 78           | 78           | 80           | 76           | 77           | 77           | 80           | 78           | 76           | 78.1         |
| ----------------------- | ------------ | ------------ | ------------ | ------------ | ------------ | ------------ | ------------ | ------------ | ------------ | ------------ | ------------ | ------------ | ------------ |
| Джерело: data.cma.cn    |              |              |              |              |              |              |              |              |              |              |              |              |              |